# کنسرت محمدرضا شجریان و گروه شهناز (رندان مست و مرغ خوش‌خوان)
کنسرت محمدرضا شجریان و گروه شهناز (رندان مست و مرغ خوش خوان) نام یک آلبوم موسیقی تصویری مربوط به یک کنسرت در سال ۱۳۸۷ در تهران می‌باشد که توسط شرکت دل آواز به بازار آمده است. این اثر مربوط به اجرای زندهٔ دو آلبوم رندان مست و مرغ خوش خوان می‌باشد که توسط محمدرضا شجریان و گروه شهناز اجرا شده‌اند. ابتدا آلبوم‌های استودیویی این کنسرت (رندان مست و مرغ خوش خوان) به بازار آمدند و مدتی پس از آن این آلبوم تصویری نیز به بازار آمد.
در بخش اول این کنسرت (رندان مست) در دستگاه همایون، اشعار حافظ، سعدی ، ملک الشعرا بهار و مولانا به کار گیری شده‌اند و قطعات از آثار مجید درخشانی، حسام السلطنه مراد ، میرزا عبدالله فراهانی و محمدرضا شجریان می‌باشند. در بخش دوم این کنسرت (مرغ خوش خوان) در دستگاه شور، اشعارحافظ ، مولانا ،باباطاهر و ملک الشعرا بهار به کار گیری شده‌اند و قطعات از آثار محمدرضا شجریان و مرتضی خان نی داوود می‌باشند.
در این اجرا تنظیم قطعات و سرپرستی گروه شهناز نیز بر عهدهٔ مجید درخشانی بوده و محمدرضا هنرمند به عنوان کارگردان تصویر برداری این اثر و آوا مشکاتیان به عنوان طراح گرافیک حضور دارند. این کنسرت نیز مانند بسیاری از کنسرت‌های محمدرضا شجریان، با تصنیف مرغ سحر به پایان رسید.

## شرح اثر

### هنرمندان
- آواز استاد محمدرضا شجریان
- اجرای گروه شهناز به سرپرستی مجید درخشانی:
  - مجید درخشانی:تار
  - مژگان شجریان:سه تار
  - محمدرضا ابراهیمی :عود
  - حامد افشاری:قیچک باس
  - مهدی امینی:بم تار، رباب
  - رادمان توکلی :تار
  - سینا جهان‌آبادی:کمانچه
  - حسین رضایی‌نیا:دف، دایره
  - رامین صفایی:سنتور
  - شاهو عندلیبی:نی
  - حمید قنبری:تنبک
  - کاوه معتمدیان :کمانچه
  - مهرداد ناصحی :قیچک آلتو
- اشعار از حافظ،سعدی،ملک الشعرا بهار ،مولانا،باباطاهر
- آهنگ سازان: محمدرضا شجریان، مجید درخشانی، حسام‌السلطنه مراد، میرزا عبدالله، مرتضی‌خان نی داوود
- صدابرداران: ریموند موسسیان، رامین مظاهری